# 阿賀野川釜ノ脇橋梁
阿賀野川釜ノ脇橋梁（あがのがわかまのわききょうりょう）は、福島県喜多方市の阿賀川に架かる東日本旅客鉄道（JR東日本）磐越西線の鉄道橋である。

## 概要
岩越線（現・磐越西線）の山都駅 - 野沢駅間の延伸工事に伴って1913年（大正2年）に完成した。荻野駅 - 尾登駅間の阿賀川に架かる全長158.8 mの橋梁である。
建設当時、この付近の阿賀川にはダムが無く、深い谷間に水深が15メートルもあり、速い流れで中央に足場が作れないため、中央部のトラスはジョン・ワデルが提案したカンチレバー式架設工法（張出し式架設工法）、すなわち両側のトラスより少しずつ橋を延伸し、橋の中央で双方を連結する方法で架設された、日本初のカンチレバー架橋である。
また、阿賀野川徳沢橋梁、阿賀野川深戸橋梁に関しても、架設地点の水深・流量・流速が大きいため、カンチレバー式架設工法を採用しており、かつ経費削減を図るために3橋梁とも共通設計となっている。
2016年に「磐越西線鉄道施設群」の一部として、土木学会選奨土木遺産に選ばれる。

## 構造
中央部の1支間が単線下路式曲弦プラットトラス（ピン結合）、残り2支間が単線下路式プラットトラスである。トラスはアメリカン・ブリッジ製である。

## 周辺
- 福島県道16号喜多方西会津線
- 福島県道367号新郷荻野停車場線
- 山郷ダム